# Erste Automobil-Gesellschaft für Österreich

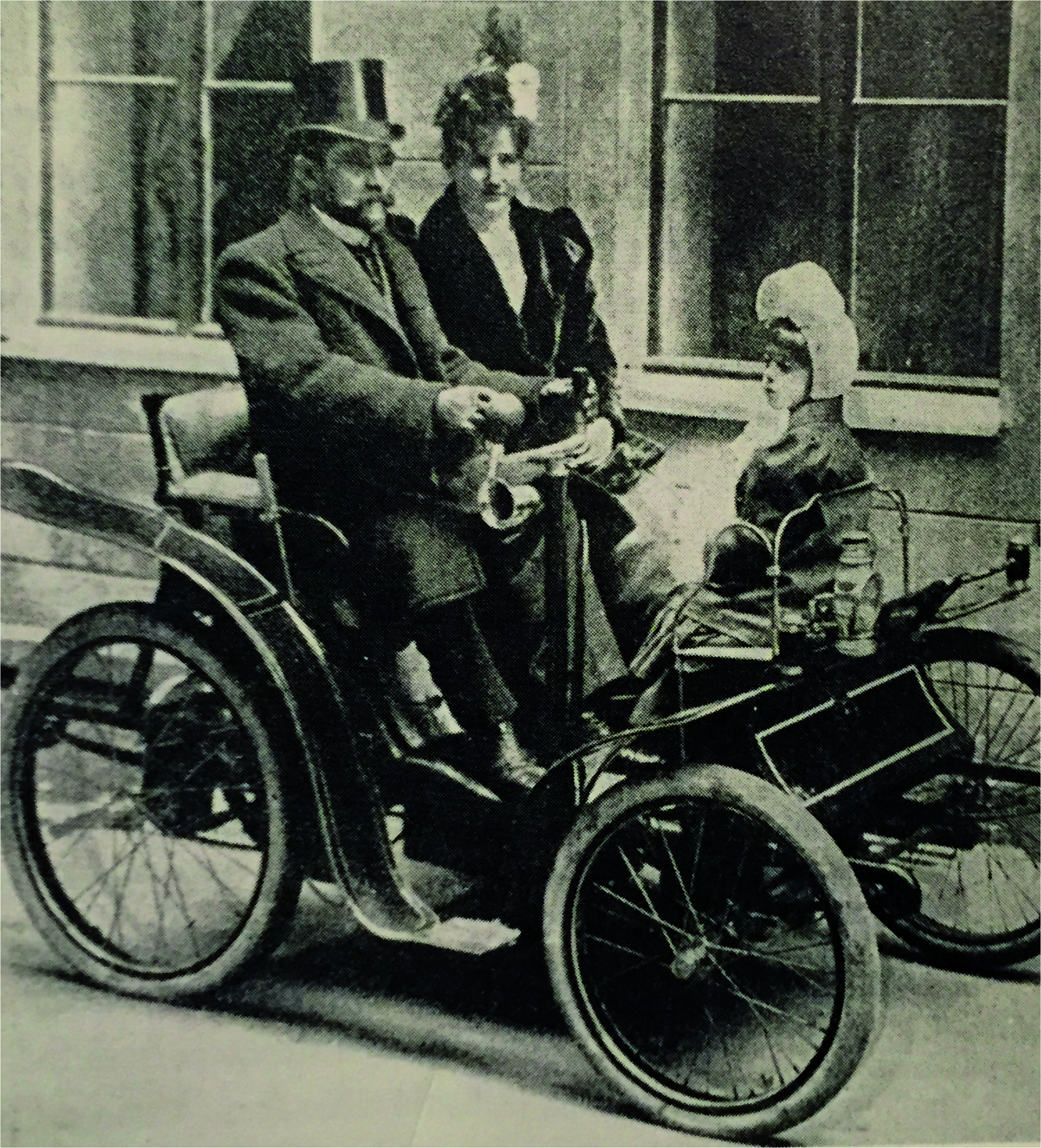
Aesculap

Die Erste Automobil-Gesellschaft für Österreich war ein Hersteller von Automobilen aus Österreich-Ungarn.

## Unternehmensgeschichte
Das Unternehmen aus Wien begann 1899 mit der Produktion von Automobilen. Es stellte auf der Ersten Internationalen Automobilausstellung, die der Österreichische Automobil-Club vom 31. Mai bis zum 10. Juni 1900 im Wiener Prater veranstaltete, ein Fahrzeug aus. Der Markenname lautete Aesculap. Im gleichen Jahr endete die Produktion.

## Fahrzeuge
Das einzige Modell verfügte über einen Einbaumotor unbekannter Herkunft. Die Besonderheit war, dass der Motor sowohl Luft- als auch Wasserkühlung aufwies. Anderen Quellen nennen Wasser- und Rippenkühlung. Die Leistung des im Heck liegend angeordneten Motors betrug 3,5 PS. Die Höchstgeschwindigkeit war mit 30 km/h bzw. 35 km/h angegeben. Die hinteren Räder waren größer als die vorderen. Die Karosserieform Vis-à-vis bot Platz für 3 bis 4 Personen, die sich gegenübersaßen. Die Zeitschrift Motorwagen, herausgegeben vom Mitteleuropäischen Motorwagen-Verein, lobt das Modell im Heft 4 vom 28. Februar 1900.